# كوتون
كوتون (بالتركية:Koton) هي شركة ملابس تركية يعمل فيها حوالي 8,500 موظفاً و434 متجراً في 28 دولة حول العالم، تأسست شركة كوتون العالمية عام 1988 في مدينة إسطنبول التركية.